# Período prepatogénico
El período prepatogénico precede a las manifestaciones clínicas y está conformado por las condiciones del huésped, el agente y el medio ambiente. Este período tiene su aparición antes de que se manifieste clínicamente la enfermedad (nos indica cuando la enfermedad se va a desarrollar y así buscar los medios necesarios para contrarrestarla).

## Elementos
- El huésped es todo organismo viviente capaz de albergar a un agente causal de enfermedad.
- El agente es cualquier sustancia viva o inanimada, cuya presencia es la causa de una enfermedad.
- El medio ambiente es el conjunto de condiciones o influencias externas que afectan a la vida y al desarrollo de un organismo.[1]

## Factores de riesgo
Los elementos cuya presencia e interacción están asociados con un incremento en la posibilidad de desarrollar una enfermedad en el huésped se denominan “factores de riesgo”, que pueden ser:
1. Internos o endógenos: condiciones genéticas, endocrinas, inmunológicas, anímicas, etc. Triada
2. Externos o exógenos: están en el medio ecológico y dependen de los agentes productores de la enfermedad.